# یواس‌اس نلانسو (اس‌پی-۶۱۰)
یواس‌اس نلانسو (اس‌پی-۶۱۰) (به انگلیسی: USS Nelansu (SP-610)) یک کشتی بود که طول آن ۵۱ فوت ۱٫۵ اینچ (۱۵٫۵۸۳ متر) بود. این کشتی در سال ۱۹۱۷ ساخته شد.